# Гептаселенид тетрацерия
Гептаселенид тетрацерия — бинарное неорганическое соединение
селена и церия
с формулой Ce4Se7,
кристаллы.

## Получение
- Сплавление стехиометрических количеств чистых веществ:

{\displaystyle {\mathsf {7Se+4Ce\ {\xrightarrow {1300^{o}C}}\ Ce_{4}Se_{7}}}}

## Физические свойства
Гептаселенид тетрацерия образует кристаллы
моноклинной сингонии, пространственная группа P 21/a, параметры ячейки a = 0,8375 нм, b = 0,8375 нм, c = 0,8487 нм, β = ≈90°
.
Соединение образуется по перитектической реакции при температуре ≈1300°C.